# مگنولل
مگنولل (به انگلیسی: Malvalic acid) با فرمول شیمیایی C۱۸H۳۲O۲ یک ترکیب شیمیایی با شناسه پاب‌کم ۱۰۴۱۶ است. که جرم مولی آن ۲۸۰٫۴۴۵۴۸ g/mol می‌باشد.